# Bawełna pirokolodionowa
Bawełna pirokolodionowa – rodzaj nitrocelulozy zawierającej 12,5%–12,7% azotu. Została po raz pierwszy otrzymana przez Mendelejewa. Jest rozpuszczalna w mieszaninie alkoholu i eteru co najmniej w 95%. Znalazła zastosowanie w wyrobie prochów nitrocelulozowych.